# Lukas Jaun
Lukas Jaun (Biel/Bienne, 29 juli 1991) is een Zwitsers wielrenner die anno 2017 rijdt voor Roth-Akros.

## Carrière
In 2009 werd Jaun derde op het nationaal kampioenschap tijdrijden voor junioren, achter winnaar Lukas Müller en Gaël Suter.
In 2015 nam Jaun deel aan de wegwedstrijd op de Europese Spelen, hij eindigde op plek 26. Omdat zijn ploeg een in 2016 een stap hogerop deed werd Jaun in dat jaar prof. Zijn beste prestatie in zijn eerste profseizoen was een dertiende plaats in de laatste etappe van de Ronde van Turkije.

## Ploegen
- 2015 –  Roth-Škoda
- 2016 –  Team Roth
- 2017 –  Roth-Akros

Baillifard · Baldo · Belda · Brüngger · Bussard · Cecchin · D'Urbano · Gaday · Janorschke · Jaun · Kohler · Krizek · Marguet · Page · Pasche · Pasqualon · Pires · Stüssi · Thalmann · Toffali · Tomio · Vaccher · Zampilli · Zordan
Baillifard · Fumeaux · Jaun · Lang · Lüscher · Reutimann · Stüssi · Thalmann · Wendelspiess · Rappo (stagiair)